# Knez Selo
Knez Selo (izvirno srbsko Кнез Село) je naselje v Srbiji, ki upravno spada pod Občino Niš; slednja pa je del Niškega upravnega okraja.

## Demografija
V naselju živi 780 polnoletnih prebivalcev, pri čemer je njihova povprečna starost 45,2 let (44,0 pri moških in 46,6 pri ženskah). Naselje ima 319 gospodinjstev, pri čemer je povprečno število članov na gospodinjstvo 2,90.
To naselje je, glede na rezultate popisa iz leta 2002, večinoma srbsko.
|  |

| Demografija | Demografija     | Demografija     |
| Leto        | Št. prebivalcev | Št. prebivalcev |
| ----------- | --------------- | --------------- |
|             |                 |                 |
|             |                 |                 |
|             |                 |                 |
|             |                 |                 |
| 1948        | 1390            |                 |
| 1953        | 1444            |                 |
| 1961        | 1520            |                 |
| 1971        | 1182            |                 |
| 1981        | 1022            |                 |
| 1991        | 932             | 925             |
| 2002        | 933             | 926             |
|             |                 |                 |

| Etnična sestava po popisu iz leta 2002 | Etnična sestava po popisu iz leta 2002 | Etnična sestava po popisu iz leta 2002 | Etnična sestava po popisu iz leta 2002 | Etnična sestava po popisu iz leta 2002 |
| -------------------------------------- | -------------------------------------- | -------------------------------------- | -------------------------------------- | -------------------------------------- |
| Srbi                                   | Srbi                                   |                                        | 912                                    | 98,48%                                 |
| Hrvati                                 | Hrvati                                 |                                        | 1                                      | 0,10%                                  |
| Ukrajinci                              | Ukrajinci                              |                                        | 1                                      | 0,10%                                  |
| Rusi                                   | Rusi                                   |                                        | 1                                      | 0,10%                                  |
| Makedonci                              | Makedonci                              |                                        | 1                                      | 0,10%                                  |
| Neznano                                | Neznano                                |                                        | 5                                      | 0,53%                                  |